# Donauwörth
Donauwörth är en stad i Landkreis Donau-Ries i Regierungsbezirk Schwaben i förbundslandet Bayern i Tyskland. Folkmängden uppgår till cirka 20 000 invånare.

## Historia
Under trettioåriga kriget besattes staden av svenska trupper 1632–1634. Under spanska tronföljdskriget stod ett stort slag vid staden den 2 juli 1704, slaget vid Donauwörth.

## Arbetsplatser
I staden finns en av tre industridivisioner inom det tysk-franska samarbetsföretaget Airbus Helicopters, som tillverkar helikoptrar.

## Sevärdheter
Vallfartskyrkan Heilig Kreuz (Heliga Korsets kyrka) från 1000-talet hyser en relik från Kristi kors. År 1720 fick interiören sin överdådiga barockdräkt.

## Bilder

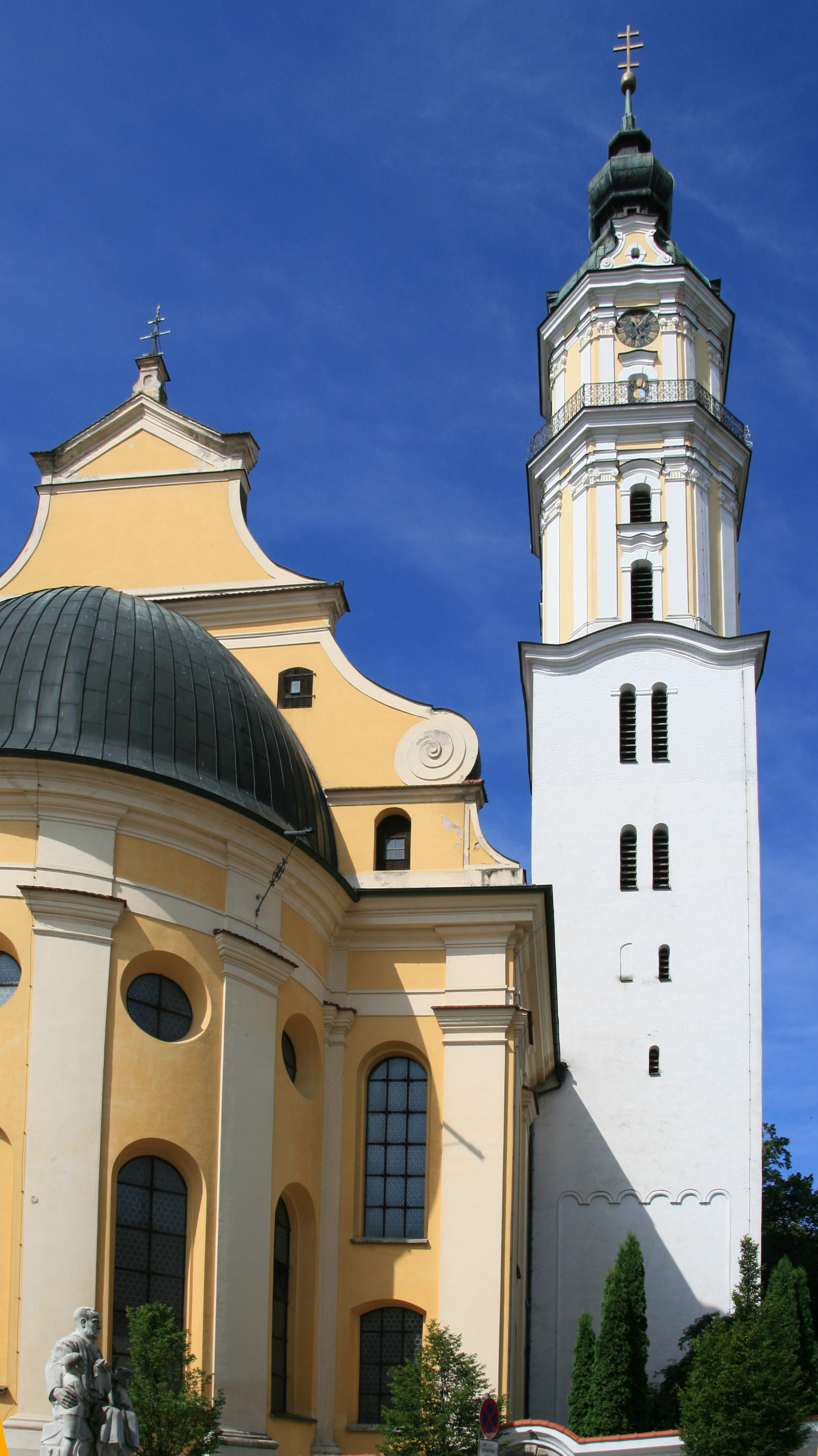
Kyrkan Heilig Kreuz.
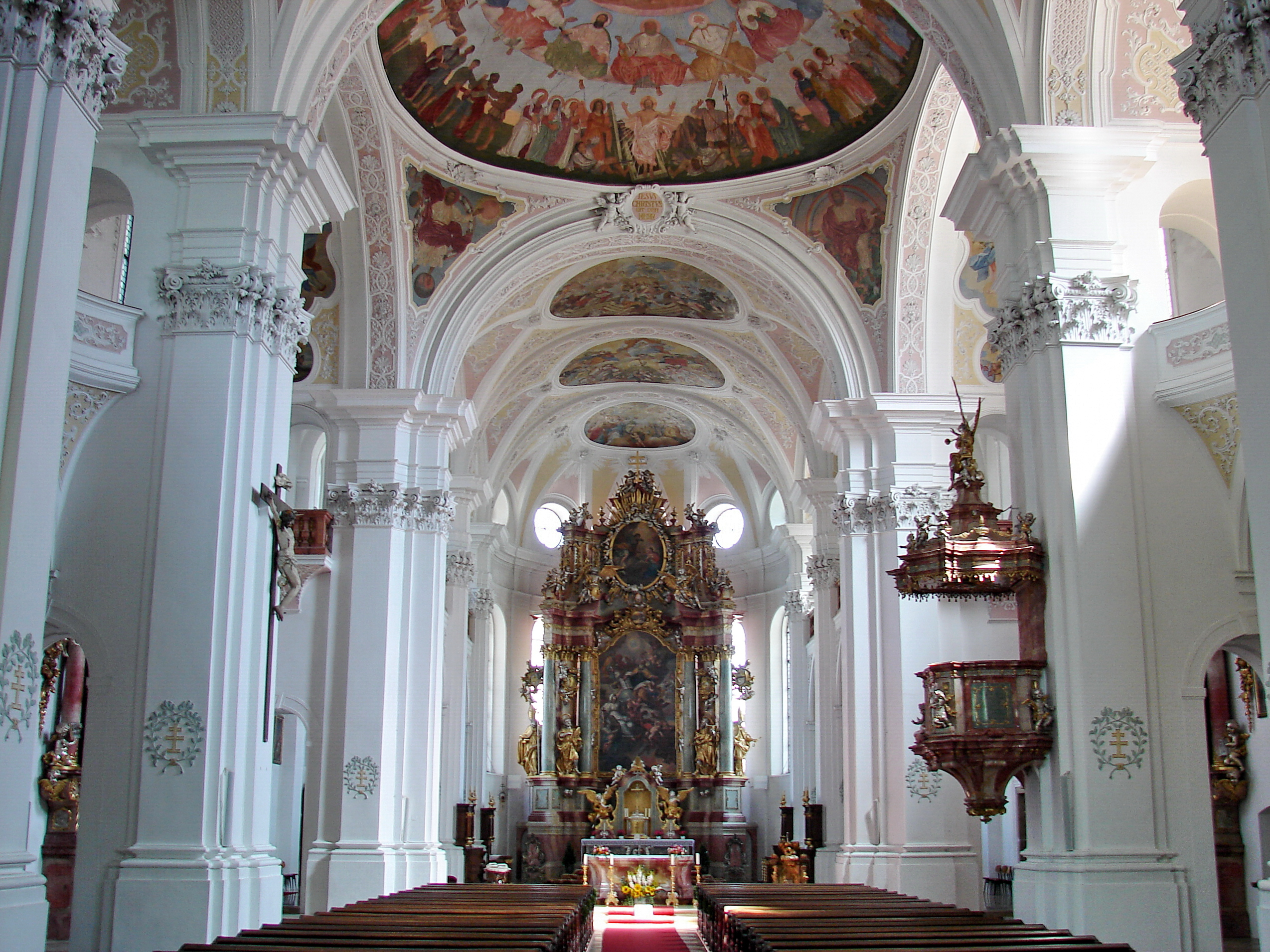
Kyrkan Heilig Kreuz – interiören.